# الثورة الدوناتية
درج المؤرخون، استنادا إلى مصطلح رجال الجدل الكاثوليكيين أمثال أوبطا الميلي وأوغسطين على تسمية الحركة الدينية المناهضة للسلطة، ولكنيسة قرطاجة الموالية لها بالدوناتية، نسبة إلى أحد أعلامها الكبار الذي حمل راية الرفض للخضوع لإرادة الإمبراطورية الرومانية، ومقاومة أساقفة قرطاج، الذين رضوا بالانضواء تحت لواء الدولة وقبلوا شروطها، تلك الشروط التي رأى فيها دوناتوس نيلا شديدا من مبادئ المسيح وتحطيما لقوة المؤمنين المخلصين للنصرانية، وبذلك شكل موقف أساقفة قرطاج، في نظر دوناتوس، تراجعا صريحا عن المسيحية الحقة وردة دينية وخيانة لضحايا القمع، وبرزت الدوناتية في صورة تيار ديني مستقل رفض جميع أشكال التعاون مع السلطة ممتنعا عن الامتثال لأوامر الإمبراطور محافظا على المبادئ الأصلية التي تجمع حولها المتنصرون الأوائل، وضحوا من أجلها، في حين اتضح من خلال مواقف كنيسة قرطاج اتجاه ديني معتدل اتصف بالمرونة ومسايرة الوضع السياسي، واستغلال حاجة الإمبراطور الروماني للتعاون مع الكنيسة في توسيع نفوذ الكنيسة الديني، وتنمية إمكاناتها الاقتصادية، وتقوية رصيدها السياسي في جسم الإمبراطورية المتداعي، واستنادا إلى ما ذكره القديس أوغسطين فإن حركة الدوناتية قد ظهرت علانية عام 305م وذلك عندما أصدر مجمع سيرتا قرارا يوم 5 مارس من هذه السنة، رفض فيه ما اتخذه مجمع قرطاج من إجراءات، تتعلق بموقف الكنيسة من قرارات الإمبراطور الخاصة بمحاربة المسيحية، ومصادرة ممتلكات الكنائس والكتب والوثائق المقدسة.